# Питерборо (Онтарио)

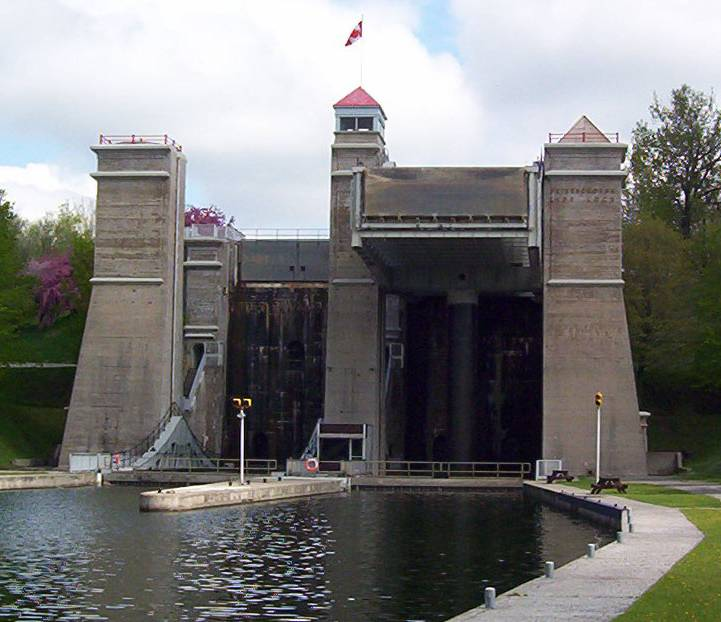
Шлюз в Питерборо

Пи́терборо (англ. Peterborough) — город в канадской провинции Онтарио. Административный центр одноимённого округа.
Площадь Питерборо составляет 58,61 км². Согласно переписи 2021 года, население города Питерборо составляло 83 651 человек.
В городе находится Университет Трента и Канадский музей каноэ, а также картинная галерея.
В городе базируется юниорская команда «Питерборо Питс», выступающая в Хоккейной лиге Онтарио (OHL).